# Cneo Cornelio Coso (tribuno consular 406 a. C.)
Cneo Cornelio Coso (en latín, Gnaeus Cornelius Cossus) fue un tribuno consular en el año 406 a. C., año en que quedó a cargo de la ciudad, mientras que sus colegas marchaban contra los veyenses. Fue tribuno militar con poderes consulares por segunda vez en 404 a. C., y una tercera vez en 401 a. C. En este último año, los romanos asolaron el país de los capenates, pero el enemigo no se atrevió a aventurarse en una batalla.
Cornelio Coso estableció un tercer stipendium que se pagaría a los jinetes cuyo caballo no fuera suministrado por el Estado y se supone que él promovió la candidatura de su medio hermano o primo, el plebeyo Publio Licinio Calvo Esquilino, a la magistratura de tribuno consular en el año 400 a. C.